# قلعة هوغند
قلعة هوغند (بالفارسية: قلعه هوگند) هي قلعة تاريخية تعود إلى عصر القاجاريون، وتقع في هوغند.